# IXe législature du Parlement de Catalogne
La IXe législature du Parlement de Catalogne est un cycle parlementaire du Parlement de Catalogne, d'une durée d'un an et neuf mois, ouvert le 16 décembre 2010 à la suite des élections du 28 novembre précédant et clos le 2 octobre 2012.

## Bureau du Parlement
| Poste                   | Titulaire               | Parti | Parti | Circonscription |
| ----------------------- | ----------------------- | ----- | ----- | --------------- |
| Présidente              | Núria de Gispert        |       | UDC   | Barcelone       |
| Premier vice-président  | Lluís Corominas         |       | CDC   | Barcelone       |
| Deuxième vice-président | Higini Clotas           |       | PSC   | Barcelone       |
| Premier secrétaire      | Jordi Cornet            |       | PPC   | Barcelone       |
| Premier secrétaire      | Pere Calbó (18.01.2012) |       | PPC   | Barcelone       |
| Deuxième secrétaire     | Montserrat Tura         |       | PSC   | Barcelone       |
| Troisième secrétaire    | Josep Rull              |       | CDC   | Barcelone       |
| Quatrième secrétaire    | Dolors Batalla          |       | CDC   | Tarragone       |

## Groupes parlementaires
| Nom | Nom                    | Nom               | Début | Fin           | Président                                | Porte-parole                             |
| --- | ---------------------- | ----------------- | ----- | ------------- | ---------------------------------------- | ---------------------------------------- |
|     | Groupe CiU             | Groupe CiU        | 62    | 62            | Oriol Pujol                              | Jordi Turull                             |
|     | Groupe socialiste      | Groupe socialiste | 28    | 28            | Joaquim Nadal Xavier Sabaté (04.09.2012) | Miquel Iceta Jaume Collboni (04.09.2012) |
|     | Groupe populaire       | Groupe populaire  | 18    | 18            | Alicia Sánchez-Camacho                   | Enric Millo                              |
|     | Groupe ICV-EUiA        | Groupe ICV-EUiA   | 10    | 10            | Joan Herrera                             | Dolors Camats                            |
|     | Groupe ERC             | Groupe ERC        | 10    | 10            | Joan Puigcercós                          | Anna Simó                                |
|     | Mixte                  | Mixte             | 7     | 7             | -                                        | -                                        |
|     |                        |                   |       |               |                                          |                                          |
|     | Sous-groupe SI         | 4                 | 3     | Alfons López  | Alfons López                             |                                          |
|     | Sous-groupe Ciudadanos | 3                 | 3     | Albert Rivera | Albert Rivera                            |                                          |
|     | Non-inscrit            | -                 | 1     | -             | -                                        |                                          |

## Commissions parlementaires
| Commission                                                                                      | Président                  | Parti | Parti | Circonscription |
| ----------------------------------------------------------------------------------------------- | -------------------------- | ----- | ----- | --------------- |
| Commissions permanentes législatives                                                            |                            |       |       |                 |
| Commission des Affaires institutionnelles                                                       | Marina Geli                | PSC   |       | Gérone          |
| Commission des Affaires institutionnelles                                                       | Joaquim Llena (21.09.2012) | PSC   |       | Lleida          |
| Commission de l'Économie, des Finances et du Budget                                             | Antoni Fernández           | CDC   |       | Barcelone       |
| Commission de l'Entreprise et de l'Emploi                                                       | Rafael Luna                | PPC   |       | Tarragone       |
| Commission de l'Intérieur                                                                       | Celestino Corbacho         | PSC   |       | Barcelone       |
| Commission de l'Agriculture, de l'Élevage, de la Pêche, de l'Alimentation et de l'Environnement | Agustí López               | CDC   |       | Lleida          |
| Commission de l'Enseignement et de l'Enseignement supérieur                                     | Joaquim Llena              | PSC   |       | Lleida          |
| Commission du Territoire et de la Durabilité                                                    | Dolors Montserrat          | PPC   |       | Barcelone       |
| Commission de la Santé                                                                          | Assumpció Laïlla           | UDC   |       | Barcelone       |
| Commission de la Santé                                                                          | Xavier Crespo (14.07.2011) | CDC   |       | Gérone          |
| Commission du Bien-être, de la Famille et de l'Immigration                                      | Carme Capdevila            | ERC   |       | Gérone          |
| Commission de la Justice                                                                        | Salvador Milà              | ICV   |       | Barcelone       |
| Commission de la Culture et de la Langue                                                        | Carles Puigdemont          | CDC   |       | Gérone          |
| Commission de l'Action extérieure et de l'Union européenne                                      | Ernest Maragall            | PSC   |       | Lleida          |
| Commission de l'Action extérieure et de l'Union européenne                                      | Miquel Iceta (21.09.2012)  | PSC   |       | Barcelone       |
| Commission de la Coopération et de la Solidarité                                                | Joan Laporta               | SI    |       | Barcelone       |
| Commission de la Coopération et de la Solidarité                                                | Alfons López (13.04.2011)  | SI    |       | Barcelone       |
| Commission des Politiques de jeunesse                                                           | Gerard Figueras            | CDC   |       | Barcelone       |
| Commission de l'Enfance                                                                         | Caterina Mieras            | PSC   |       | Barcelone       |
| Commission de l'Égalité des personnes                                                           | Neus Munté                 | CDC   |       | Barcelone       |
| Commissions permanentes non-législatives                                                        |                            |       |       |                 |
| Commission du Règlement                                                                         | Núria de Gispert           | UDC   |       | Barcelone       |
| Commission du Statut des députés                                                                | Benet Maimí                | UDC   |       | Barcelone       |
| Commission des Pétitions                                                                        | Glòria Renom               | CDC   |       | Barcelone       |
| Commission des Affaires secrètes et réservées                                                   | Núria de Gispert           | UDC   |       | Barcelone       |
| Commission du Syndic de Greuges                                                                 | Dolors López               | PPC   |       | Lleida          |
| Commission de la Cour des comptes                                                               | Joan Morell                | CDC   |       | Barcelone       |
| Commission du Contrôle de l'audiovisuel public                                                  | Santi Vila                 | CDC   |       | Gérone          |
| Commissions spéciales                                                                           |                            |       |       |                 |
| Commission d'étude sur un nouveau modèle de financement                                         | Jordi Turull               | CDC   |       | Barcelone       |

## Gouvernement et opposition
| Candidat        | Date                                        | Vote       |     |     |     |          |     |    |    | Résultat |  |  |  |  |  |  |  |  |  |  |  |  |  |
| Candidat        | Date                                        | Vote       | CiU | PSC | PPC | ICV-EUiA | ERC | SI | Cs | Résultat |  |  |  |  |  |  |  |  |  |  |  |  |  |
| Artur Mas (CDC) | 21 décembre 2010 (majorité absolue requise) | Oui        | 62  |     |     |          |     |    |    | 62 / 135 |  |  |  |  |  |  |  |  |  |  |  |  |  |
| Artur Mas (CDC) | 21 décembre 2010 (majorité absolue requise) | Non        |     | 28  | 18  | 10       | 10  | 4  | 3  | 73 / 135 |  |  |  |  |  |  |  |  |  |  |  |  |  |
| Artur Mas (CDC) | 21 décembre 2010 (majorité absolue requise) | Abstention |     |     |     |          |     |    |    | 0 / 135  |  |  |  |  |  |  |  |  |  |  |  |  |  |
| Artur Mas (CDC) |                                             |            |     |     |     |          |     |    |    |          |  |  |  |  |  |  |  |  |  |  |  |  |  |
| Artur Mas (CDC) | 23 décembre 2010 (majorité simple)          | Oui        | 62  |     |     |          |     |    |    | 62 / 135 |  |  |  |  |  |  |  |  |  |  |  |  |  |
| Artur Mas (CDC) | 23 décembre 2010 (majorité simple)          | Non        |     |     | 18  | 10       | 10  | 4  | 3  | 45 / 135 |  |  |  |  |  |  |  |  |  |  |  |  |  |
| Artur Mas (CDC) | 23 décembre 2010 (majorité simple)          | Abstention |     | 28  |     |          |     |    |    | 28 / 135 |  |  |  |  |  |  |  |  |  |  |  |  |  |

## Désignations

### Sénateurs
| Parti | Parti                    | Sénateurs désignés           | Voix |
| ----- | ------------------------ | ---------------------------- | ---- |
| CiU   |                          | Coralí Cunyat i Badosa       | 117  |
| CiU   | Eva Parera i Escrichs    |                              | 117  |
| CiU   | Joan Maria Roig i Grau   |                              | 117  |
| CiU   | Jordi Vilajoana i Rovira |                              | 117  |
| PSC   |                          | Maria Assumpta Baig i Torras | 117  |
| PSC   | Joan Sabaté i Borràs     |                              | 117  |
| PP    |                          | Alicia Sánchez-Camacho Pérez | 117  |
| ICV   |                          | Joan Saura i Laporta         | 117  |

- Désignation : 9 février 2011.
- Assumpta Baig et Joan Sabaté (PSC) sont remplacés en décembre 2011 par José Montilla Aguilera et Iolanda Pineda i Balló avec 106 voix favorables.
- Joan Maria Roig (CiU) est remplacé en mars 2012 par Josep Maldonado i Gili avec 91 voix favorables.